# Bowmanstown
Bowmanstown é um distrito localizado no estado norte-americano de Pensilvânia, no Condado de Carbon.

## Demografia
Segundo o censo norte-americano de 2000, a sua população era de 895 habitantes. 
Em 2006, foi estimada uma população de 895, um aumento de 0 (0.0%).

## Geografia
De acordo com o United States Census Bureau tem uma área de 
2,1 km², dos quais 2,0 km² cobertos por terra e 0,1 km² cobertos por água.

## Localidades na vizinhança
O diagrama seguinte representa as localidades num raio de 8 km ao redor de Bowmanstown. 